# Aversa (companie)
Aversa București este o companie producătoare de pompe centrifugale din România,
singurul de acest fel din România.
Este unul din principalii producători de pompe centrifugale din Europa de Est.
Pachetul majoritar de acțiuni al Aversa a fost preluat, în noiembrie 2004, de producătorul italian de pompe și compresoare centrifuge TMP Termomeccanica-Pompe, membră a grupului Termomeccanica.
Aversa SA a fost în insolvență timp de 7 ani dupa care a fost privatizată în septembrie 2013.
În 4 luni, Aversa Manufacturing a reluat cu succes producția, a angajat peste 230 de muncitori, a început să facă export și a onorat comenzile clienților.
Număr de angajați în 2004: 1.400
Cifra de afaceri în 2005: 12,9 milioane euro

## Istoric
Primele încercări de realizare a unor produse cu ”iz industrial” pe actualele spații pe care se află Aversa de astăzi datează din anul 1882, când un neamț stabilit în România a înființat un mic atelier de forjă pe un teren situat în fostul ”Câmp al Moșilor” din ”Gura Oborului ”.
La începutul celui de al Doilea Război Mondial fabrica este ocupată de armată și își schimbă profilul în fabricarea armamentului.
Se produc piese pentru mitraliere, branduri, se toarnă corpuri de bombe, se execută bucătării mici de campanii, etc.
În anul 1945, Adunarea Generală a Acționarilor hotărăște ca vechea fabrică să se repoziționeze. Frecventele incendii care bântuie Bucureștiul în anii 1945-1946 se constituie într-o oportunitate pentru acționari, care sesizează nevoia din piață și încep fabricarea unor pompe de stins incendii.